# Orlando Olave Villanoba
Orlando Olave Villanoba (Barrancabermeja, 28 de enero de 1969) es un prelado colombiano y obispo  de la diócesis de Ocaña desde el 11 de julio de 2024, fecha en la que fue relevado como obispo de Tumaco.

## Biografía

### Educación
Olave Villanova estudió Filosofía en el Seminario Mayor de Bucaramanga y Teología en el Seminario "San Carlos Borromeo" de San Gil. Obtuvo una especialización en Pastoral Juvenil en el Instituto Teológico para América Latina y una Licenciatura en Teología y Catequesis en la Pontificia Universidad Salesiana de Roma. Fue ordenado sacerdote el 5 de diciembre de 1998 en la diócesis de Barrancabermeja, donde desempeñó diversos roles pastorales, incluyendo vicario parroquial y párroco en distintas parroquias.

### Obispo de Tumaco
El 18 de marzo de 2017, fue nombrado por el Papa Francisco como obispo de la diócesis de Tumaco, en el departamento de Nariño, Colombia y fue consagrado el 6 de mayo de 2017. Durante su gestión en Tumaco, Olave Villanova enfrentó la presencia de grupos ilegales en la región y se involucró como mediador en el conflicto armado colombiano. Ha abogado públicamente contra la violencia y el desplazamiento forzado en su diócesis, instando tanto al gobierno como a la comunidad internacional a "tomar medidas urgentes".
“Aquí no es hora de buscar culpables, porque eso es muy fácil y estoy seguro de que el Gobierno Nacional ha creado un proceso de diálogo de paz muy fuerte con una mesa de gran capacidad de un lado y otro”, dijo monseñor Olave.

### Obispo de Ocaña
El 11 de julio de 2024, el papa Francisco lo nombró obispo de Ocaña, dejando vacante la diócesis de Tumaco.